# Final da Taça de Portugal de 2016–17
A Final da Taça de Portugal de 2016–17 será a final da 77ª edição da Taça de Portugal, competição organizada pela Federação Portuguesa de Futebol. A final foi disputada a 28 de maio de 2017, no Estádio Nacional, entre o Benfica e Vitória de Guimarães.. O Benfica venceu o jogo por 2-1, conquistando assim a 26ª Taça de Portugal da sua história, e a chamada "dobradinha" após conquista do Campeonato Nacional.

## Estádio
Tal como é tradição, o estádio escolhido para a Final foi o Estádio Nacional do Jamor. Inaugurado em 1944 e com uma lotação de 37.500 lugares, foi a 65.ª Final da Taça de Portugal que este estádio recebeu.

## Jogo
| 28 de maio de 2017 | SL Benfica | 2 – 1 | Vitória de Guimarães | Estádio Nacional, Jamor |
|                    |            |       |                      |                         |